# Thevenetimyia maculipennis
Thevenetimyia maculipennis är en tvåvingeart som först beskrevs av Hull 1965.  Thevenetimyia maculipennis ingår i släktet Thevenetimyia och familjen svävflugor.
Artens utbredningsområde är Arizona. Inga underarter finns listade i Catalogue of Life.